# Pindamonhangaba
Pindamonhangaba é um município brasileiro da Região Metropolitana do Vale do Paraíba e Litoral Norte no interior do estado de São Paulo. É uma das dez cidades que integram a Região Imediata de Taubaté-Pindamonhangaba que, por sua vez, é uma das cinco regiões imediatas que formam a Região Intermediária de São José dos Campos. Sua população aferida pelo IBGE, no Censo de 2022, era de 165 428 habitantes, distribuídos em uma área de 731,355 km², o que resultava em uma densidade populacional de 226,2 habitantes por km². Em número de habitantes, está na 179.ª posição no país e na 49.ª no estado.
O principal acesso à cidade se dá pela Rodovia Presidente Dutra, no quilômetro 99. O município está a cerca de cem quilômetros da divisa com o estado Rio de Janeiro e a cerca cinquenta quilômetros da divisa com o estado de Minas Gerais. A capital mais próxima de Pindamonhangaba é São Paulo, que está a 146 quilômetros de distância. Pindamonhangaba também faz divisa com a estância climática de Campos do Jordão. A distância entre os dois municípios é de aproximadamente cinquenta quilômetros e a ligação é feita pela Rodovia Floriano Rodrigues Pinheiro ou pela Estrada de Ferro Campos do Jordão, que possui o ponto ferroviário mais alto do Brasil, a 1 743 metros de altitude.
A cidade possui o maior polo industrial de reciclagem de latas de alumínio da América Latina. Também possui a maior comunidade ligada ao Movimento Hare Krishna da América Latina.
Pertencente ao Vale do Paraíba e ao Vale Histórico, é um grande destino turístico devido às suas paisagens montanhosas da Serra da Mantiqueira, ao carnaval e à sua rica cultura e culinária caipira, fazendo parte da "Rota Gastronômica do Vale do Paraíba & Mantiqueira", em que é possível encontrar cervejarias artesanais, empórios de azeite, produtores de banana, restaurantes especializados em risoto de queijo de cabra e gelato de doce de leite com macadâmia. É considerado um Município de Interesse Turístico (MIT).

## Etimologia

Em tupi: pindá monhangaba. Fazer é monhang. Lugar de fazer é monhangaba. Esta palavra, por sua vez, está em relação genitiva com pindá, anzol.

O nome da cidade deriva da frase tupi pindá monhangaba e significa "lugar onde se fazem anzóis", através da junção das palavras pindá (anzol), monhang (fazer), -ab (sufixo que indica o lugar onde se faz algo) e -a (sufixo substantivador que quase sempre acompanha o sufixo -ab, sendo ambos considerados frequentemente um único sufixo -aba).

## História
São duas as teorias sobre a fundação da cidade:

### Primeira teoria
A região da atual Pindamonhangaba foi ocupada por portugueses pelo menos desde 22 de julho de 1643, registro mais remoto da ocupação por um certo capitão João do Prado Martins. Seis anos depois, em 17 de maio de 1649, a área foi formalizada como uma sesmaria e doada ao capitão. Parece não haver informação sobre o que ocorreu entre esta data e 12 de agosto de 1672, portanto 23 anos depois, data do primeiro registro da construção de uma capela em homenagem a São José pelos irmãos Antônio Bicudo Leme e Brás Esteves Leme, filhos do bandeirante Brás Esteves Leme, que fundaram a povoação de São José de Pindamonhangaba, tendo o padre João de Faria Fialho como primeiro vigário. Os irmãos Leme teriam adquirido da Condessa de Vimieiro essas glebas de terra ao norte da Vila de Taubaté, à margem direita do Rio Paraíba do Sul. Não há notícia de como a sesmaria teria passado das mãos do Capitão Martins para a Condessa de Vimieiro. A capela foi edificada no alto de uma colina, exatamente onde hoje se localiza a Praça Padre João de Faria Fialho, conhecida como praça do Quartel.
Baseado nesta teoria, em 7 de dezembro de 1953, o então prefeito Caio Gomes Figueiredo (1952-1955 e 1969-1972) oficializou, pela Lei 197, a data de 12 de agosto de 1672 como a data da fundação de Pindamonhangaba, tendo como fundadores, Antônio Bicudo Leme e Brás Esteves Leme. Esta lei, porém, foi revogada em 1973, como se verá a seguir.

### Segunda teoria

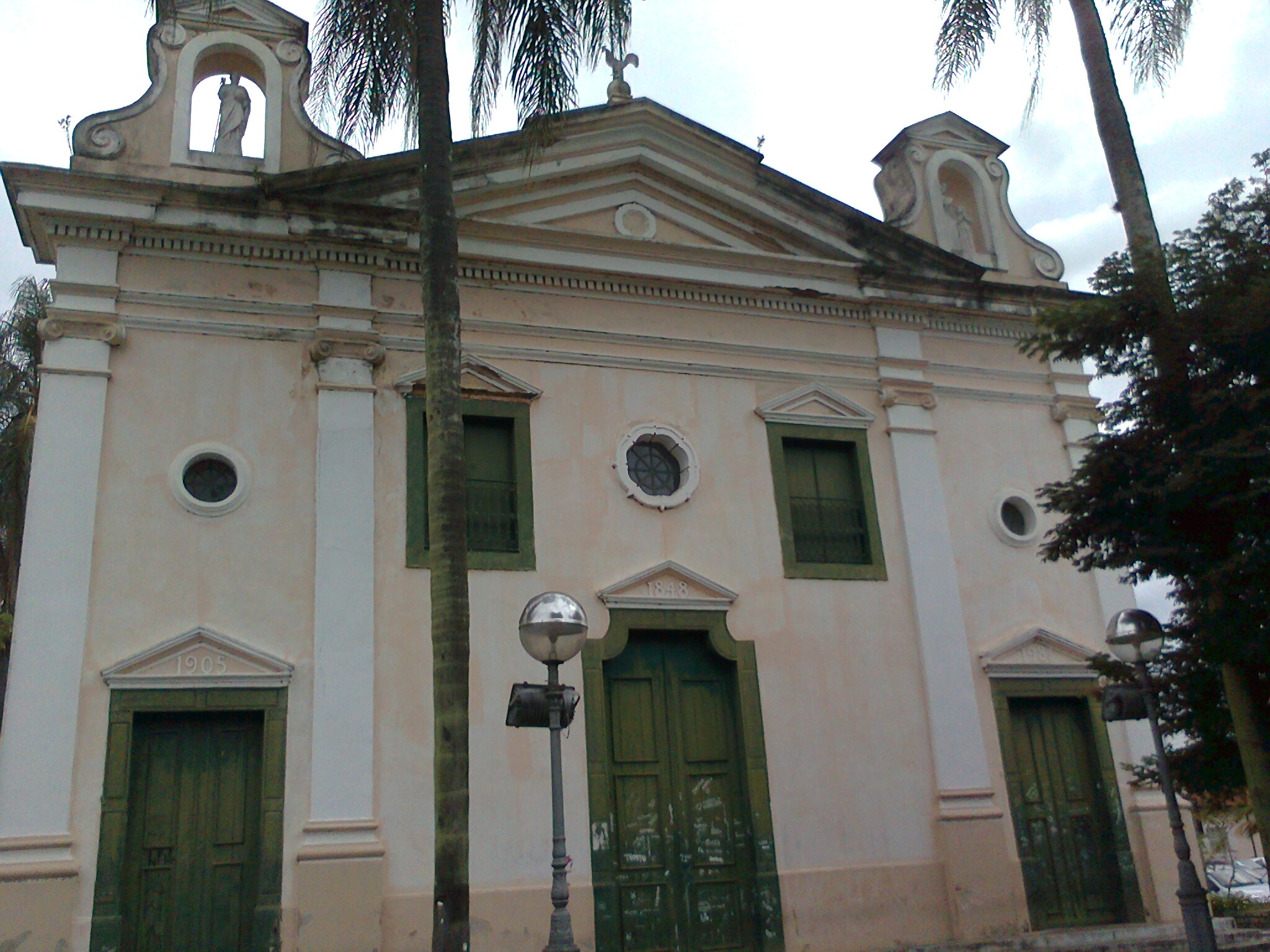
Igreja de São José, construída por volta de 1848

No início do Século XVII, sesmarias foram sendo concedidas na zona de Taubaté – Pindamonhangaba – Guaratinguetá, destacando-se uma que foi concedida em 17 de maio de 1649 ao capitão João do Prado Martins na paragem chamada Pindamonhangaba. De acordo com a respectiva carta de doação, esse povoador, vindo de São Paulo com a família e agregados, já estava de posse de suas terras, naquela paragem, desde o dia 22 de julho de 1643. Por esta teoria, seria então a data de fundação de Pindamonhangaba, pois o sítio então aberto por João do Prado se situava no mesmo rocio da futura vila e cidade de nossos dias. A partir daí, da paragem à margem direita do Rio Paraíba do Sul, teria se formado um bairro dependente de Taubaté, para onde foram afluindo novos povoadores e moradores. Começou a funcionar, no povoado, uma igreja, de porte pequeno, cujo orago era Nossa Senhora do Bom Sucesso. A sua ereção foi devida ao padre João de Faria Fialho, considerado, segundo esta teoria, o fundador de Pindamonhangaba. Aquela antiga igreja de Nossa Senhora do Bom Sucesso, edificada  na atual praça Padre João de Faria Fialho ou praça do Quartel, cedeu seu orago para o novo templo, construído em 1707 pelo mesmo sacerdote, onde é a atual capela-mor da Matriz (Santuário Mariano Diocesano). A igreja antiga no largo do Quartel tomou o orago de São José a partir de 1727. Foi demolida em 1840, tendo sido transferida para uma nova, edificada no largo São José, atual praça Barão do Rio Branco, cuja construção foi concluída em 1848. No local estão sepultados os corpos de soldados do Império, que integravam a guarda de honra de Dom Pedro. A igreja, tombada pelo patrimônio histórico, foi interditada em 2010 por apresentar rachaduras nas paredes, que são de taipa de pilão.

### Data oficial da fundação
Diante das incertezas históricas sobre a data de fundação (12 de agosto de 1672 pela primeira teoria ou 22 de julho de 1643, pela segunda teoria), o prefeito João Bosco Nogueira (1973-1976 e 1983-1988)  promulgou a Lei Municipal n° 1336, de 9 de março de 1973, oficializando a data magna do município como sendo a data da emancipação política, 10 de julho de 1705, revogando a lei anterior. Esta data permanece a oficial até que seja encontrada de forma documental, a verdadeira data da fundação.

## Desenvolvimento
Em fins do século XVII, Pindamonhangaba vivia apenas da agricultura de subsistência. No início do século XVIII, alguns pindenses saem para a Serra da Mantiqueira e para Minas Gerais para desbravar novas terras e acabam beneficiando a Vila e o Vale do Paraíba com o ouro ali encontrado, mas em torno de 1778 o ouro começa a escassear e estanca a economia de Pindamonhangaba e do Vale do Paraíba.
Por volta de 1789, para suprir as necessidades trazidas pela falta de ouro, o Vale acha na agricultura do café uma saída para a economia.
Durante o século XVIII, além do café, desenvolveu-se também  em Pindamonhangaba uma atividade agropastoril, com predominância da cultura de cana-de-açúcar e a produção de açúcar e aguardente em engenhos. Durante o período do café no Brasil, a cidade viveu sua fase de maior brilho e se destacou no cenário Nacional. O ciclo do café floresceu no Município a partir de 1820, e Pindamonhangaba se tornou um grande centro cafeeiro, apoiado em suas terras férteis e na mão de obra escrava. Entre 1840 e 1860 Pindamonhangaba atinge o auge da nobreza, tornando-se a maior produtora de café da região. Nessa época, foram construídos o Palácio Dez de Julho, o Palacete Visconde da Palmeira, o Palacete Tiradentes, a Igreja São José e a Igreja Matriz Nossa Senhora do Bom Sucesso, que ainda hoje são marcos da riqueza produzida pelo café.
Pindamonhangaba foi elevada a cidade pela lei provincial nº 17 de 3 de abril de 1849 e ganhou, do cronista e poeta Emílio Zaluar em 1860, o título de "Princesa do Norte".

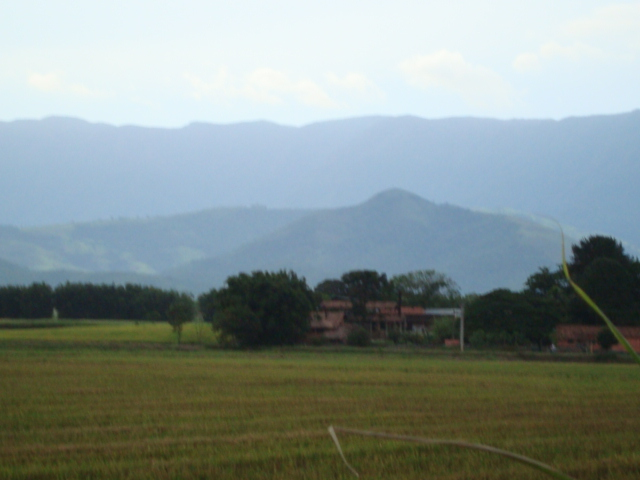
Zona rural de Pindamonhangaba. Ao fundo, sede da Cachaça Sapucaia e a Serra da Mantiqueira.

A nobreza rural neste período esteve bem representada em Pindamonhangaba:
- Custódio Gomes Varella Lessa (?-1855), Barão de Paraibuna
- Manuel Marcondes Oliveira Mello (1780-1863), primeiro Barão de Pindamonhangaba
- Francisco Marcondes Homem de Mello (1804-1881), segundo Barão e depois Visconde de Pindamonhangaba
- Antonio Salgado da Silva (1805-1888), Barão e depois Visconde da Palmeira
- Ignácio Bicudo de Siqueira Salgado (1812-1894), Barão de Itapeva
- Antonio Vieira de Oliveira Neves (1815-1905), Barão de Taubaté
- Benedita Bicudo Varela Lessa (1822-1906), Viscondessa de Paraibuna
- Manuel Ignácio Marcondes Romeiro (1825-1890), Barão de Romeiro
- Francisco Ignácio Marcondes Homem de Mello (1837-1918), Barão Homem de Mello
- Elói Bicudo Varela Lessa (1844-1922), Barão de Lessa

Em meados de 1870, com o esgotamento das terras, o movimento abolicionista e a produção cada vez maior do Oeste paulista, acontece o início da decadência da cultura cafeeira de Pindamonhangaba, que se extinguiu no final da década de 1920, não tendo resistido aos golpes produzidos pela exaustão das terras, a libertação dos escravos e a crise econômica mundial. A partir daí Pindamonhangaba passa por mais um de seus graves períodos de estagnação econômica. Com a chegada de algumas famílias vindas principalmente de Minas Gerais, a economia de Pindamonhangaba passou a se apoiar na constituição de uma importante bacia leiteira, em extensas culturas de arroz e na produção de hortigranjeiros. Foi uma época de pequeno crescimento econômico, que se estendeu até o final da década de 1950, quando o Município entrou no ciclo pré-industrial, com o beneficiamento de produtos agropecuários, principalmente o arroz e o leite, movimentando a economia local.. O período de 1970 a 1985 foi, para Pindamonhangaba, uma fase de crescimento industrial extremamente acelerado, com a implantação de grandes indústrias, crescimento do comércio e da população, mudando profundamente, a face do Município.

## Economia atual

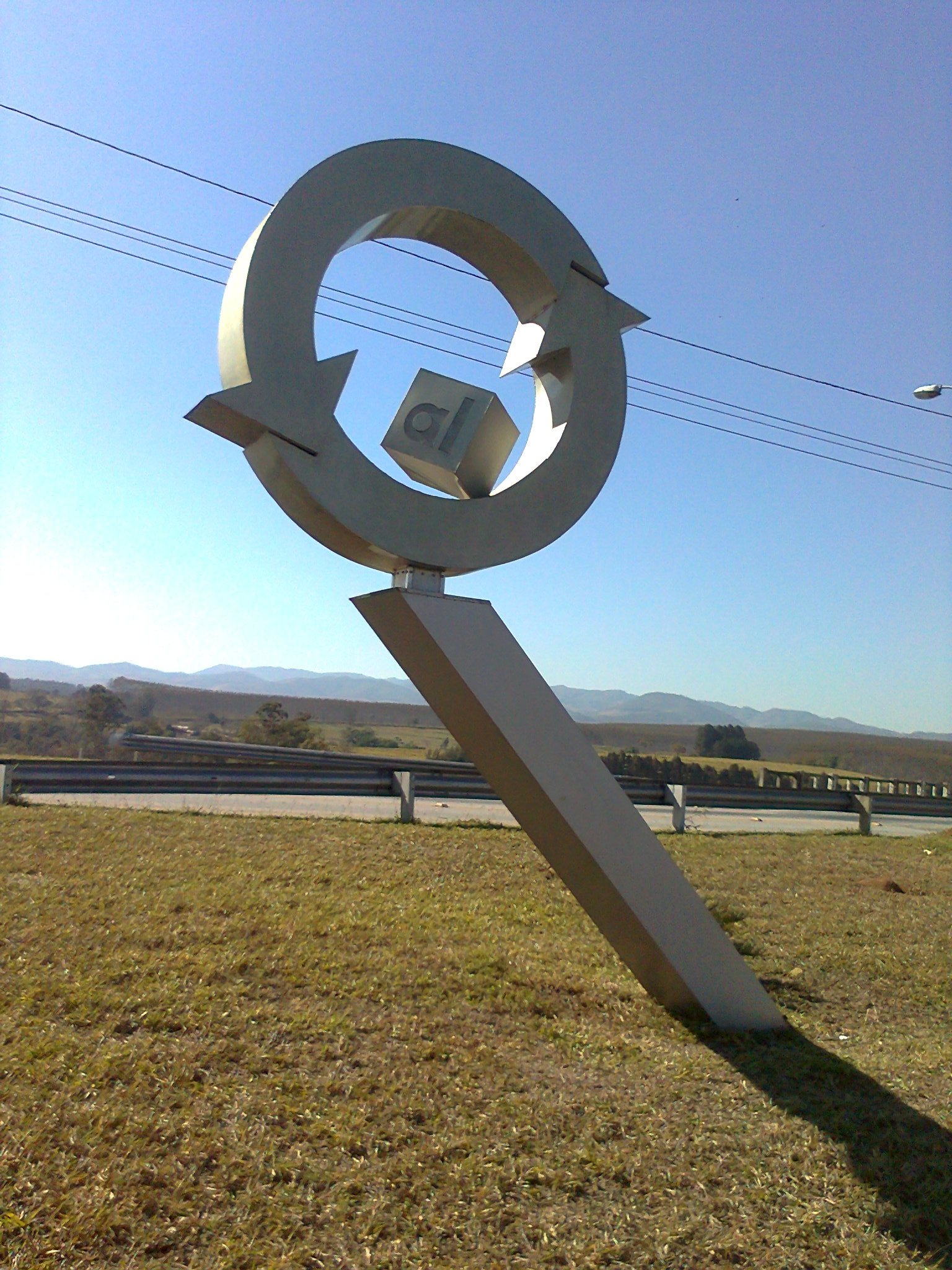
Símbolo da reciclagem de alumínio em Pindamonhangaba, que é o maior polo de reciclagem de latas de alumínio da América Latina.

Em 2020, Pindamonhangaba teve um PIB de R$ 9,03 bilhões. Deste valor, a maior participação foi do setor de serviços, com valor adicionado de R$ 3.62 bilhões (40%); em segundo lugar, o setor industrial, com R$ 2,96 bilhões (32,8%) e em terceiro lugar, a agropecuária, com R$ 36 milhões (0,3%). O valor adicionado de impostos foi de R$ 1,7 bilhões (18,8%). Sua indústria tem importante atuação na reciclagem de alumínio.

### Evolução do PIB de 1999 a 2020
Fonte: IBGE – Cidades 
| Ano  | PIB (R$)      | Evolução |
| ---- | ------------- | -------- |
| 1999 | 1,134 bilhão  |          |
| 2000 | 1,305 bilhão  | +15,1%   |
| 2002 | 1,765 bilhão  | +35,2%   |
| 2004 | 2,324 bilhões | +31,7%   |
| 2006 | 2,987 bilhões | +28,5%   |
| 2008 | 4,048 bilhões | +35,5%   |
| 2010 | 3,820 bilhões | -5,6%    |
| 2012 | 5,119 bilhões | +34,0%   |
| 2014 | 6,227 bilhões | +21,6%   |
| 2018 | 8,616 bilhões | +38,3%   |
| 2020 | 9,034 bilhões | +4,8%    |

### Indústrias
- Aromax[20]
- Basell Poliolefinas[21]
- Brasbar/Dart Embalagens Descartáveis do Brasil[22]
- Confab Equipamentos[23]
- Gerdau (antiga unidade da Villares)[24][25]
- Givi do Brasil[26]
- GV do Brasil [27]
- Latasa[28]
- Novelis (antiga Alcan)[29]
- Pisani[30]
- Neogen[31]
- Tenaris (antiga Confab Tubos)[23]
- Tenaris Coating[23]
- Total Lubrificantes[32]
- Zodiac Farmacêutica[33][34]

## Demografia

### Dados do Censo de 2010
- População residente: 146 995 [3]
  - Urbana: 141.708
  - Rural: 5.287
  - Homens: 72.288
  - Mulheres: 74.707
  - Densidade demográfica (hab./km²): 201,39

### Dados do SEADE de 2010—2019
- Mortalidade infantil (por mil nascidos vivos em 2017): 14,5[35]
- Taxa de envelhecimento (% em 2019): 72,78 [35]
- Taxa de fecundidade (% em 2017): 49,78 [35]
- Taxa de alfabetização (% em 2010): 96,13% [35]
- Índice de Desenvolvimento Humano (IDH-M): 0,773 [6]
  - IDH-M Renda: 0,745
  - IDH-M Longevidade: 0,843
  - IDH-M Educação: 0,736

### Estimativa populacional
Estimativa calculada pelo IBGE para 1.º de julho de 2021: 171 885 habitantes.

### Evolução populacional de 1991 a 2020
Fonte: IBGE – Cidades 
| Ano  | Habitantes | Evolução/ano |
| ---- | ---------- | ------------ |
| 1991 | 102 063    |              |
| 1996 | 113 318    | +2,2%        |
| 2000 | 126 026    | +2,8%        |
| 2007 | 135 682    | +1,1%        |
| 2010 | 146 995    | +2,8%        |
| 2014 | 158 864    | +2%          |
| 2019 | 168 328    | +1,2%        |
| 2021 | 171 885    | +1,05%       |

### Etnias
| Cor/Raça | Nº de pessoas | Percentagem |
| -------- | ------------- | ----------- |
| Branca   | 95 057        | 64,67%      |
| Parda    | 43 595        | 29.66%      |
| Preta    | 6 946         | 4,73%       |
| Amarela  | 1 254         | 0,85%       |
| Indígena | 143           | 0,10%       |

Fonte: IBGE – Censo 2010 

### Religião

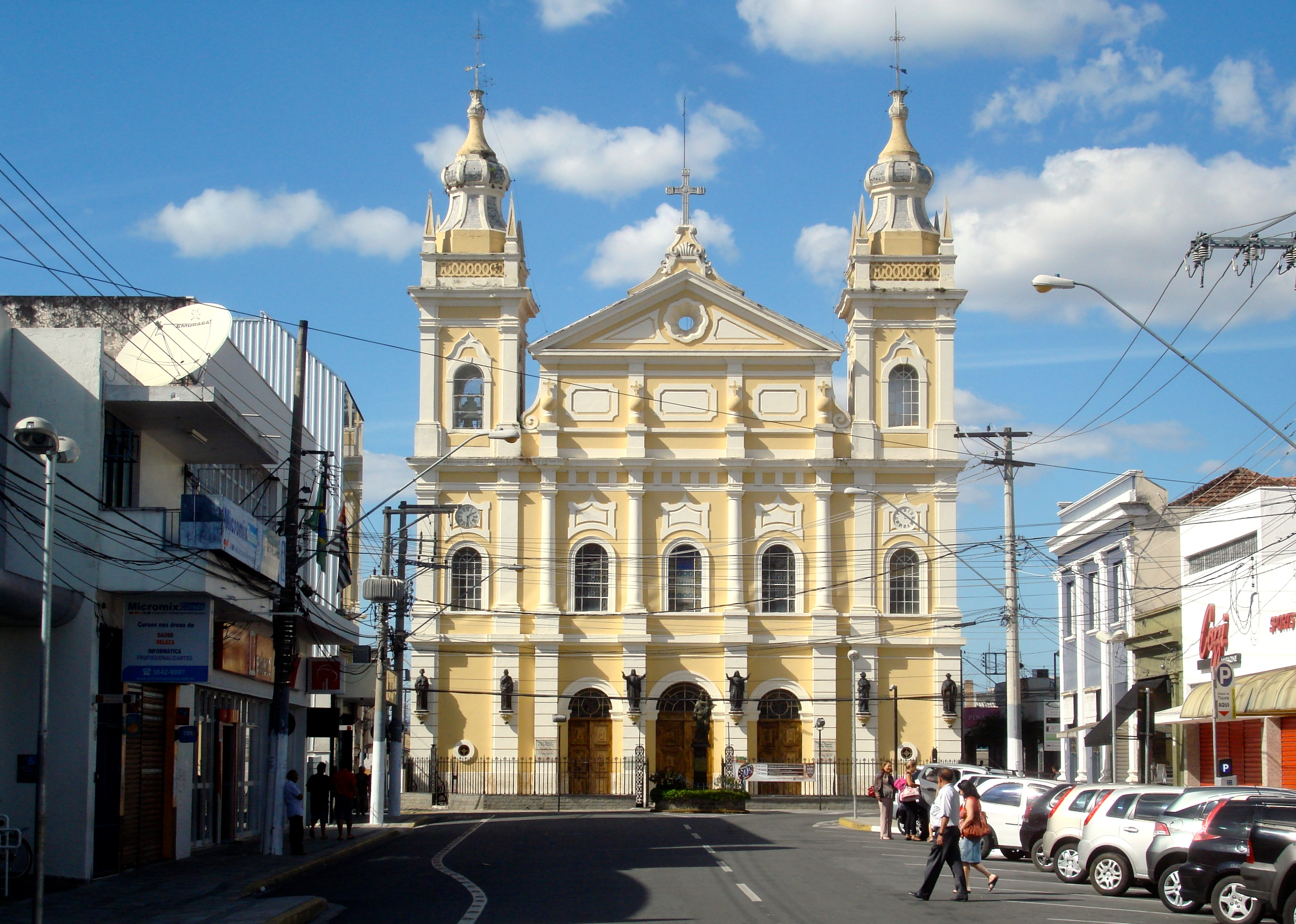
Igreja Matriz de Nossa Senhora do Bom Sucesso após reforma

No Censo de 2010, os resultados aferidos pelo IBGE constataram que a maioria da população residente permanecia adepta da religião Católica Apostólica Romana (64,42%). A cidade tem como padroeira, Nossa Senhora do Bom Sucesso. Em seguida, vem a religião Evangélica (24,48%), depois a religião Espírita (2,41%) e Testemunhas de Jeová (1,31%). Declararam-se sem religião, 5,59%. Os restantes 1,78% da população residente declararam-se de outras denominações ou de religiosidade indeterminada.

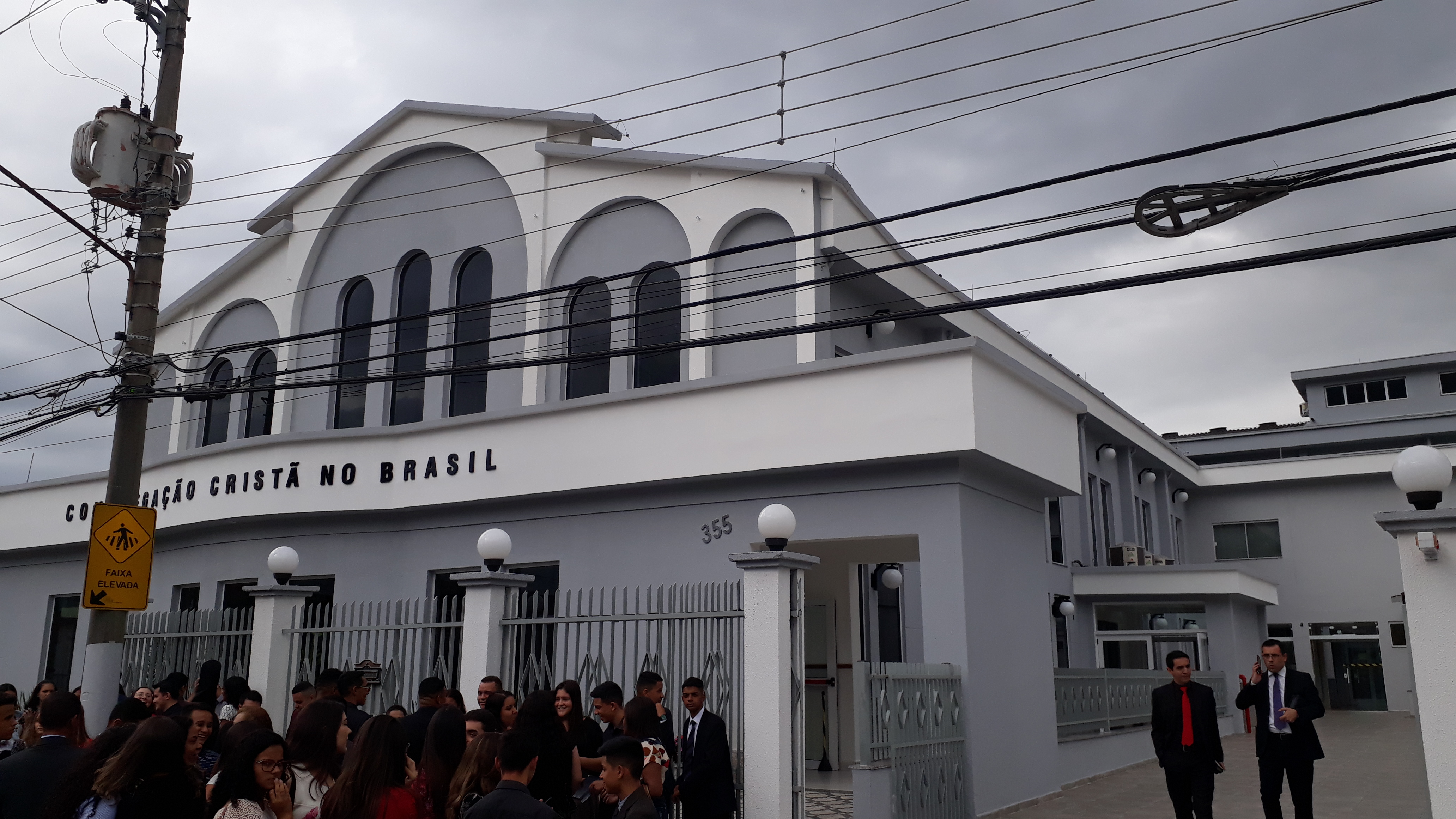
Templo da Congregação Cristã no Brasil

| Religião                   | Nº de pessoas | Percentagem |
| -------------------------- | ------------- | ----------- |
| Católica Apostólica Romana | 94 701        | 64,42%      |
| Evangélica                 | 35 984        | 24,48%      |
| Espírita                   | 3 548         | 2,41%       |
| Testemunhas de Jeová       | 1 924         | 1,31%       |
| Outras religiões           | 2 614         | 1,78%       |
| Sem religião               | 8 224         | 5,59%       |

Fonte: IBGE – Censo 2010 

## Geografia

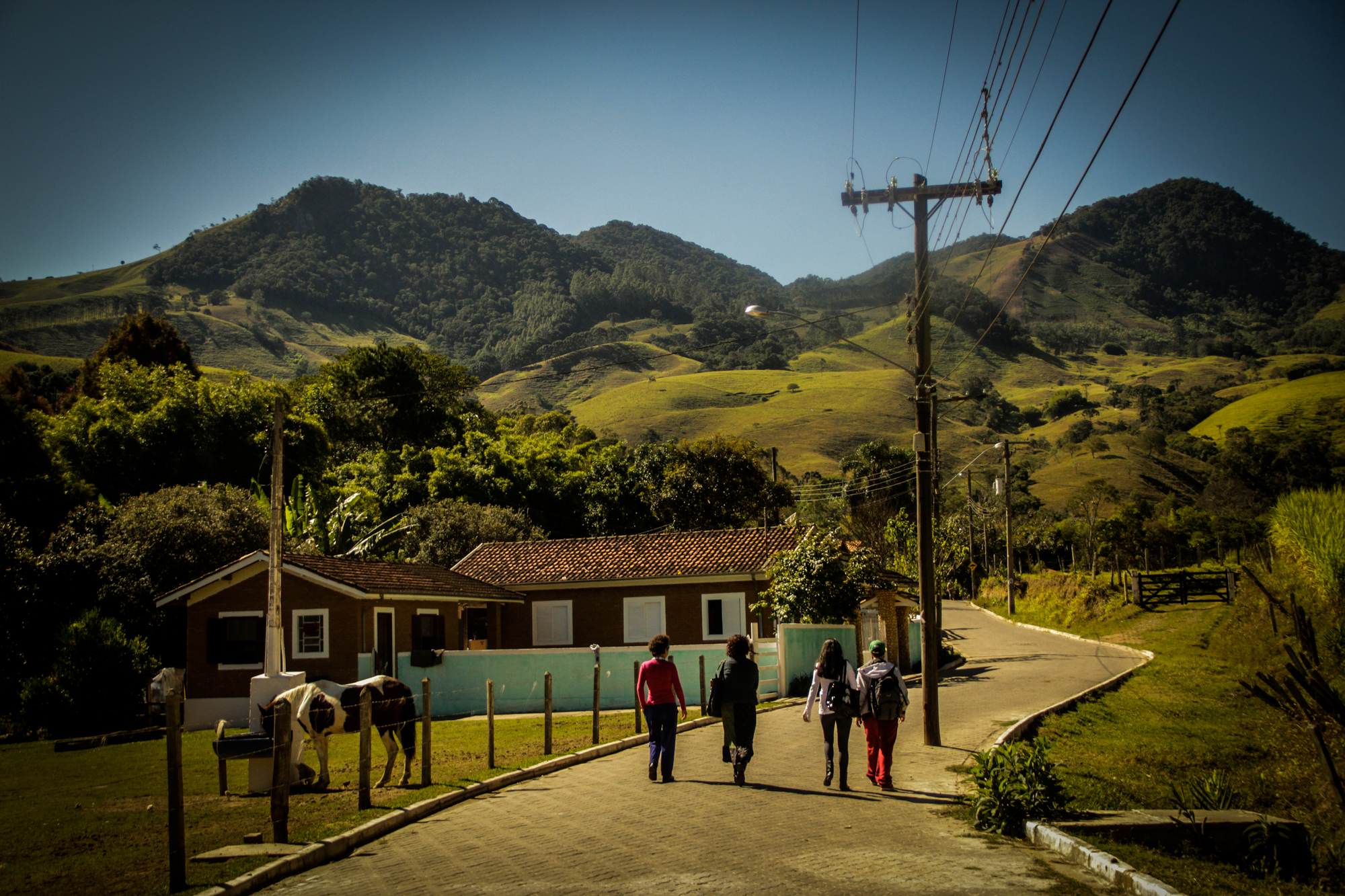
Assim como cidades do Vale do Paraíba, Pindamonhangaba é cercada pela Serra da Mantiqueira, o que atrai inúmeros turistas em busca de ecoturismo, turismo rural e montanhas, além da rica cultura local

### Clima
Pindamonhangaba está à altitude de 540 metros, possui clima subtropical úmido, apresentando temperatura média anual de 22,4°C. A temperatura média no inverno é de 11°C e a média no verão é de 31°C. Seu Índice pluviométrico anual é de 1.436,9 mm, sendo janeiro o mês mais chuvoso, com precipitação de 243,9 mm e julho o menos chuvoso, com 27,5 mm. Tem um clima ameno por estar situada no centro do Vale do Paraíba paulista e próxima tanto da Serra da Mantiqueira, como da Serra do Mar.

### Flora
Pindamonhangaba, por estar localizada entre as serras da Mantiqueira e do Mar possui exuberantes matas, rios e cachoeiras. Entre as dezenas de pontos turísticos espalhados pela zona rural do município, destaca-se a Reserva Ecológica Municipal do Trabiju. Ao redor de sua cachoeira existem espécies raras da flora, entre elas o angico-branco, embaúba, guarantã, peroba, jaborandi, palmeiras e samambaias.
A lei municipal nº 1627, de 27 de junho de 1979, criou a “Reserva Florestal do Trabiju”, uma área compreendida pela Fazenda Represa, de propriedade do Município e localizada no bairro denominado Trabiju, a cerca de 16 km do centro da cidade. Esta Lei proíbe desmatar qualquer parcela daquela propriedade ou retirar espécimes da fauna e da flora existentes naquela mata.

### Hidrografia
- Rio Paraiba do Sul
- Rio Piracuama
- Córrego do Curtume
- Córrego da Galega [44]
- Córrego do Campos Maia [44]
- Ribeirão Água Preta
- Rio Una
- Rio Ribeirão Grande
- Rio das Oliveiras

## Infraestrutura

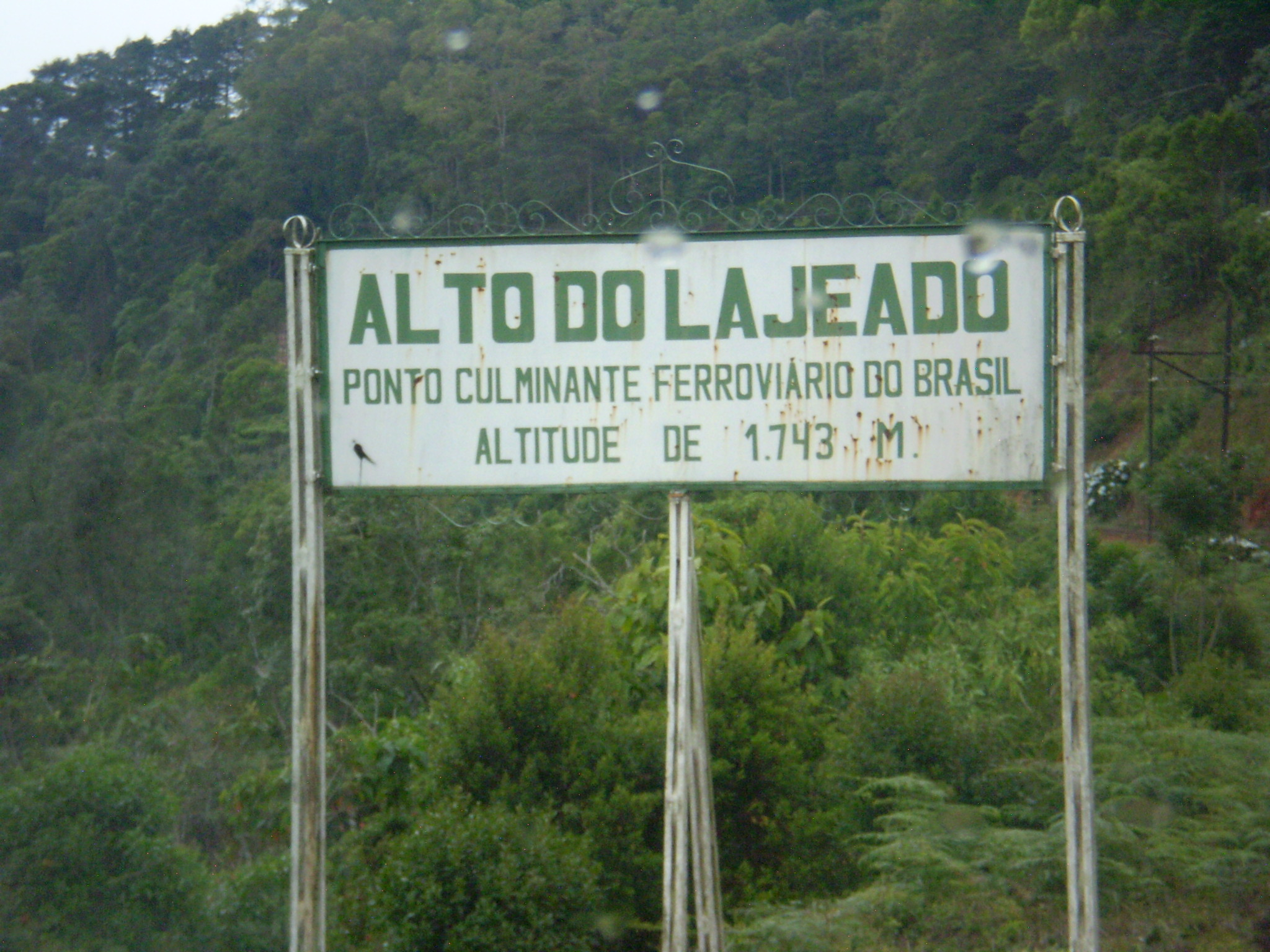
Ponto da linha férrea mais alta do país entre Pindamonhangaba e Campos do Jordão.

### Ferrovias
- Estrada de Ferro Central do Brasil
- Estrada de Ferro Campos do Jordão

### Rodovias
- SP-62
- SP-123
- SP-132
- BR-116

### Comunicações
O sistema de telefones automáticos foi inaugurado na cidade em 1967 pela Cia. Telefônica de Pindamonhangaba. Já o sistema de discagem direta à distância (DDD) foi implantado em 1978 pela Telecomunicações de São Paulo (TELESP) com o código de área (0122).
Na década de 90 o código DDD da cidade foi alterado para (012), para padronização do sistema telefônico com a telefonia celular que estava sendo implantada em todo o estado.

## Instituições de ensino
- Centro Universitário Funvic (UniFUNVIC)
- Universidade Paulista (UNIP) polo localizado no Colégio Objetivo
- Faculdade Bíblica das Assembleias de Deus (FABAD)
- Universidade Anhanguera-Uniderp (Anhanguera)
- Faculdade de Tecnologia de Pindamonhangaba (FATEC)
- Faculdade Santa Cecília (FASC)
- Universidade Norte do Paraná (UNOPAR)
- Centro Universitário Salesiano de São Paulo (UNISAL)
- Grupo Educacional Uninter (UNINTER)

## Administração
- Prefeito: Isael Domingues (PL) (2017-2024)[48]
- Vice-prefeito: Ricardo Piorino (União Brasil[49]) (2017-2024)[50]
- Presidente da Câmara Municipal: Francisco Norberto Silva Rocha de Moraes – Norbertinho (Progressistas) (2023-2024)[51]

## Filhos notáveis
Artes
- Alarico Corrêa Leite - escultor
- Bertha Celeste Homem de Mello - criou a versão em português Parabéns a Você, da música estadunidense "Happy Birthday To You"
- Celso Machado - músico
- Dunga - músico e apresentador da TV Canção Nova
- João Antônio Romão - maestro e compositor, dirigiu em 1903 a Corporação Musical Euterpe, considerada a mais antiga banda musical em atividade no Brasil
- João Gomes de Araújo - escritor e compositor, foi um dos fundadores do Conservatório Dramático e Musical de São Paulo
- José Geraldo Nogueira Moutinho - escritor e jornalista
- Juó Bananère - músico, escritor e poeta
- Luciano Amaral - ator e apresentador

Esportes

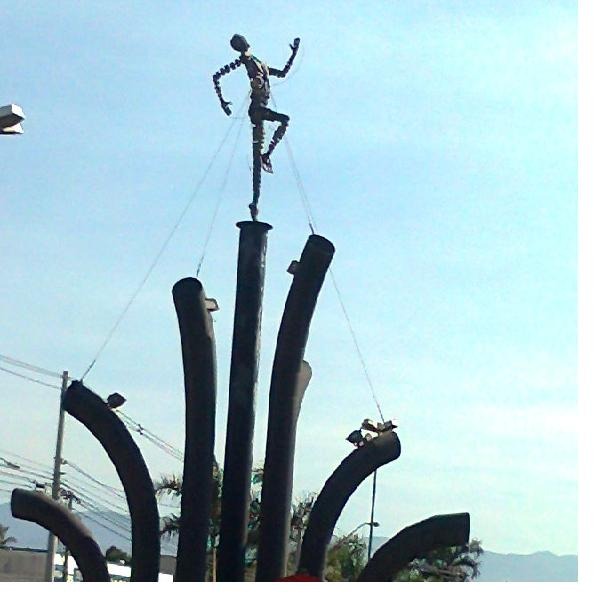
Memorial a João do Pulo, erigido na entrada de Pindamonhangaba e demolido em agosto de 2020. Um novo memorial irá substituí-lo.

- Éverson Felipe Marques Pires - futebolista - atuou nos clubes brasileiros, Ceará, Santos, Atlético Mineiro e como goleiro reserva da Seleção Brasileira
- Gabriel Goffi - destaque mundial em jogos de pôquer online
- João do Pulo - atleta olímpico - recordista mundial de salto triplo
- Luiz Gustavo - futebolista - atuou nos clubes alemães Hoffenheim, FC Bayern de Munique, Wolfsburg e Seleção Brasileira, sendo membro da equipe titular da Copa do Mundo FIFA de 2014

Filantropia
- Maria Hecilda Campos Salgado – filantropa, fundadora do Lar Escola São Francisco

História
- Felisberto Pinto Monteiro - engenheiro agrônomo, um dos fundadores do Instituto Histórico e Geográfico de Piracicaba
- João Pedro Cardoso - ecologista e engenheiro - Engenheiro da Comissão Construtora de Belo Horizonte; Inspetor da Agricultura de São Paulo; Diretor da Comissão Geográfica e Geológica de São Paulo (CGG). Em 1902 organizou o primeiro "Dia da Árvore" no Brasil, no município de Araras, sendo que, mais tarde conseguiu realizar solenidades sobre a data em outros municípios. Co-autor do Brasão de Pindamonhangaba
- Mário de Assis César - médico e professor - presidiu a comissão que criou a Bandeira de Pindamonhangaba

Jornalismo
- Fabio Turci - jornalista

Justiça
- Manuel da Costa Manso - promotor de justiça - Procurador geral do Estado e ministro do Tribunal de Justiça de São Paulo

Militarismo
- Antônio Moreira César - militar e participante da Campanha de Canudos
- Antônio Salgado da Silva - (Visconde da Palmeira) - Capitão da Guarda Nacional
- Eugênio Augusto de Melo - integrou a junta militar que governou o estado de Goiás
- Francisco Marcondes Homem de Melo (Visconde de Pindamonhangaba) - fazendeiro e coronel da Guarda Nacional
- Julio Marcondes César Salgado - militar - General Comandante da Força Pública de São Paulo, na Revolução Constitucionalista de 1932
- Manuel Marcondes de Oliveira Melo (primeiro barão de Pindamonhangaba) - militar, comandante do I Esquadrão da Guarda de Honra que acompanhava D. Pedro I por ocasião do Grito do Ipiranga

Política
- Américo de Moura Marcondes de Andrade - político - Presidente das Províncias do Rio de Janeiro e do Rio Grande do Sul (Cargo equivalente hoje a Governador do Estado)
- Antônio Dino da Costa Bueno - advogado, juiz e político - foi presidente do Senado Estadual de São Paulo e diretor da Faculdade de Direito de São Paulo
- Ciro Gomes - advogado e político - prefeito de Fortaleza, governador do Ceará, deputado federal e ministro nos governos de Itamar Franco e Lula
- Elói Bicudo Varela Lessa - político - presidiu o Partido Liberal no período pré-republicano
- Elói Chaves - advogado, empresário e político (propôs a legislação precursora da Previdência Social do Brasil)
- Fábio Riodi Yassuda - político e ministro da indústria e comércio no Governo Médici
- Francisco Inácio Marcondes Homem de Melo - (Barão Homem de Melo) - nobre, político, escritor, professor e cartógrafo - Presidente das Províncias de São Paulo, Ceará, Rio Grande do Sul e Bahia; Presidente do Banco do Brasil; Ministro Interino da Guerra; Construtor da Estrada de Ferro Central do Brasil
- Franklin Lima - político em Minas Gerais
- Geraldo José Rodrigues Alckmin Filho - médico e político - prefeito de Pindamonhangaba, governador do estado de São Paulo e vice-presidente do Brasil
- Gustavo de Oliveira Godoy - político e médico - criou a Escola de Farmácia e Odontologia de Pindamonhangaba
- Hélio Rosas - deputado federal entre 1987 e 1998, foi deputado constituinte
- Inácio Bicudo de Siqueira Salgado - político e militar
- Inácio Marcondes de Oliveira Cabral - político e religioso
- Mário Tavares - político e jornalista - foi senador estadual e presidente do Banco do Estado de São Paulo
- Pedro Leão Veloso - diplomata - Ministro de Relações Exteriores, presidiu a Primeira Assembleia da ONU realizada em São Francisco, Califórnia - EUA, representando o Brasil
- Rodrigo Lobato Marcondes Machado - advogado e político - foi senador na República Velha e presidente da província do Rio Grande do Norte

Ciências e saúde pública
- Emílio Marcondes Ribas - médico sanitarista - Criador do Instituto Butantan; Construtor da Estrada de Ferro Campos do Jordão; Descobridor da forma de transmissão de febre amarela no Brasil
- Felisberto Pinto Monteiro - engenheiro e ambientalista

## Pontos turísticos
- Bosque da Princesa
- Circuito Mantiqueira
- Estrada de Ferro Campos do Jordão
- Fazenda Sapucaia
- Palacete Visconde da Palmeira (Museu Histórico e Pedagógico Dom Pedro I e Dona Leopoldina) [53]
- Pico do Itapeva
- Reserva Ecológica do Trabiju [54]
- Palácio Dez de Julho

## Cidades irmãs
- Osaka, Japão (desde 11 de novembro de 2010) [55]